# Samuel G. Hilborn

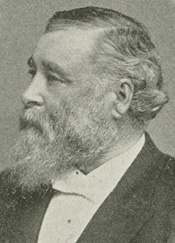
Samuel G. Hilborn

Samuel Greeley Hilborn (* 9. Dezember 1834 in Minot,  Androscoggin County, Maine; † 19. April 1899 in Washington, D.C.) war ein US-amerikanischer Politiker. Zwischen 1892 und 1899 vertrat er zwei Mal den Bundesstaat Kalifornien im US-Repräsentantenhaus.

## Werdegang
Samuel Hilborn besuchte die öffentlichen Schulen seiner Heimat sowie die Hebron Academy und die Gould’s Academy. Danach absolvierte er bis 1859 das Tufts College in Medford (Massachusetts). Nach einem anschließenden Jurastudium und seiner 1861 erfolgten Zulassung als Rechtsanwalt begann er im kalifornischen Vallejo, wohin er inzwischen gezogen war, in diesem Beruf zu arbeiten. Gleichzeitig schlug er als Mitglied der Republikanischen Partei eine politische Laufbahn ein. Zwischen 1875 und 1879 gehörte er dem Senat von Kalifornien an. Im Jahr 1879 war er Mitglied einer Versammlung zur Überarbeitung der Staatsverfassung. Seit 1883 lebte Hilborn in San Francisco. Von 1883 bis 1886 war er Bundesstaatsanwalt für Kalifornien. Danach zog er nach Oakland, wo er als privater Rechtsanwalt praktizierte.
Nach dem Rücktritt des zum Bundesrichter ernannten Abgeordneten Joseph McKenna wurde Hilborn bei der fälligen Nachwahl für den dritten Sitz von Kalifornien als dessen Nachfolger in das US-Repräsentantenhaus in Washington gewählt, wo er am 5. Dezember 1892 sein neues Mandat antrat. Das Ergebnis dieser Wahl wurde aber von seinem Gegenkandidaten Warren B. English angefochten. Nachdem diesem Einspruch stattgegeben worden war, musste Hilborn sein Mandat am 4. April 1894 an English abtreten.
Bei den Kongresswahlen des Jahres 1894 wurde Hilborn erneut im dritten Wahlbezirk seines Staates in das US-Repräsentantenhaus gewählt, wo er am 4. März 1895 Warren English wieder ablöste. Nach einer Wiederwahl konnte er bis zum 3. März 1899 zwei Legislaturperioden im Kongress absolvieren. In diese Zeit fiel der Spanisch-Amerikanische Krieg von 1898. Im Jahr 1898 wurde Samuel Hilborn von seiner Partei nicht mehr zur Wiederwahl nominiert. Daraufhin zog er sich in den Ruhestand zurück, den er in der Bundeshauptstadt Washington verbrachte, wo er am 19. April 1899 verstarb.